# Chapelle Saint-Jacques de Menton
Pour les articles homonymes, voir Chapelle Saint-Jacques.
La chapelle Saint-Jacques est une chapelle catholique située à Menton, en France.

## Localisation
La chapelle est située dans le département français des Alpes-Maritimes, sur la commune de Menton, avenue Porte-de-France au croisement avec la rue Saint-Jacques.

## Historique
C'est un ancien oratoire pour voyageurs construit en 1688. Celui-ci est ensuite devenu la chapelle funéraire de la famille Bertrand, puis des Pretti de Sainte-Marie.
La chapelle a été transformée en salle d'expositions temporaires.
L'édifice est inscrit au titre des monuments historiques le 29 novembre 1948.